# Keith Herft
Keith Herft ist ein Filmtechniker für Visuelle Effekte.

## Karriere
Herft begann seine Filmkarriere 2005 mit dem Kurzfilm Aerosol. Seitdem arbeitet er beim neuseeländischen VFX-Studio Wētā FX. Ab 2009 war er bei zahlreichen Blockbuster-Filmen für das Compositing zuständig, so 2009 bei X-Men Origins: Wolverine, 2009 bei Terminator: Die Erlösung oder 2013 bei Man of Steel. Schließlich arbeitete er 2024 an Better Man – Die Robbie Williams Story von Regisseur Michael Gracey. Zusammen mit David Clayton, Luke Millar und Peter Stubbs wurde er bei der Oscarverleihung 2025 in der Kategorie Beste visuelle Effekte nominiert.

## Filmografie (Auswahl)
- 2005: Aerosol (Kurzfilm)
- 2008: Ruinen
- 2008: The Spirit
- 2009: X-Men Origins: Wolverine
- 2009: Terminator: Die Erlösung
- 2010: Wolfman
- 2010: Scott Pilgrim gegen den Rest der Welt
- 2012: John Carter – Zwischen zwei Welten
- 2012: Total Recall
- 2013: Man of Steel
- 2014: Godzilla
- 2014: Der Hobbit: Die Schlacht der Fünf Heere
- 2015: Fast & Furious 7
- 2016: Elliot, der Drache
- 2017: Valerian – Die Stadt der tausend Planeten
- 2018: Mortal Engines: Krieg der Städte
- 2021: Jungle Cruise
- 2022: Obi-Wan Kenobi (Miniserie, 2 Folgen)
- 2022: Black Panther: Wakanda Forever
- 2024: Better Man – Die Robbie Williams Story

## Auszeichnungen (Auswahl)
- 2025: VES-Award-Nominierung in der Kategorie Herausragende visuelle Effekte in einem fotorealistischen Film für Better Man – Die Robbie Williams Story
- 2025: Critics’-Choice-Movie-Award-Nominierung in der Kategorie Beste visuelle Effekte für Better Man – Die Robbie Williams Story
- 2025: BAFTA-Nominierung in der Kategorie Beste visuelle Effekte für Better Man – Die Robbie Williams Story
- 2025: Oscar-Nominierung in der Kategorie Beste visuelle Effekte für Better Man – Die Robbie Williams Story